# Victor Bailey
Victor Bailey (Filadelfia, 27 de marzo de 1960-11 de noviembre de 2016) fue un bajista de jazz y jazz fusión estadounidense. 

## Biografía
Considerado entre los bajistas más importantes de su generación, la figura de Bailey ha quedado ligeramente ensombrecida por su papel como sucesor de Jaco Pastorius en Weather Report, papel que, si de una parte, otorgó al bajista una exposición de la que difícilmente hubiera gozado en otro lugar, de otro lado lo colocó en una difícil situación ante cierto sector de la crítica que, en ocasiones, no dudó en calificar a Bailey como uno entre los muchos clones de Pastorius, cuya influencia, en todo caso, admitió el propio Bailey abiertamente.
Sin embargo, un equilibrado balance de las aportaciones del bajista requiere la mención de otras influencias muy claras en Bailey, como Larry Graham, Bootsy Collins, Jymie Merritt, Tyrone Browne, Alphonso Johnson, Stanley Clarke, Jamaaladeen Tacuma, Charles Fambrough, Gerald Veasley y Christian McBride, y recalcar el hecho de que la pareja rítmica que estableció con Omar Hakim situó a ambos como referentes indiscutibles en sus respectivos instrumentos. 
Victor Bailey usó bajos Jazz Bass fabricados por Shur. Desde 2003 mantuvo un contrato de endorsement con Fender, que comercializó un modelo eléctrico y otro acústico con el nombre del artista.

## Discografía

### En solitario
- Bottom's Up (1989)
- Low Blow (1999)
- That's Right (2002)

### Con Weather Report
- Procession (1983)
- Domino Theory (1984)
- Sportin' Life (1985)
- This is This (1986)

### Con Joe Zawinul
- Zawinul Syndicate, World Tour (1997)

### Con Steps Ahead
- Magnetic (1985)
- NYC (1993)